# Erikas Venskus
Erikas Venskus (Biržai, 28 maggio 2000) è un cestista lituano.

## Palmarès
- Campionato lituano: 2

Žalgiris Kaunas: 2018-19, 2019-20
- Coppa di Lituania: 1

Žalgiris Kaunas: 2019-20
- Campionato olandese: 1

Leiden: 2022-23
- Coppa d'Olanda: 1

Leiden: 2023
- BNXT League: 1

Leida: 2022-23